# Урочище Софиевское
Урочище Софиевское — лесной заказник местного значения. Находится в Горловке. Статус заказника присвоен решениями Донецкого областного исполкома № 276 27 июня 1984 года и № 310 от 21 июня 1972 года. Площадь — 565 га.
С заказником работает Енакиевское лесничество. Представляет собой дубово-ясеневые насаждения в зелёной зоне Горловки.
У урочища есть экологическая проблема. Хозяйственно-бытовые стоки горловского химического завода попадают в заказник. Из-за этого углубляются овраги, вымывается грунт из-под одних деревьев и подтопляются другие.